# زلزال أواكساكا 1931
زلزال أواكساكا 1931 هو زلزالٌ وقعَ في ولاية واهاكا في المكسيك بتاريخ 15 يناير 1931.